# Cylindera spinolai
Cylindera spinolai es una especie de escarabajo del género Cylindera, tribu Cicindelini, familia Carabidae. Conocido también por el nombre de escarabajo tigre, esta especie fue descrita científicamente por Gestro en 1889.
Se distribuye por Tailandia. Mide aproximadamente 12 milímetros de longitud.